# Voto electrónico
Voto electrónico es una expresión que comprende varios tipos de votación, que abarca tanto modos electrónicos de emitir votos como medios electrónicos de contar los votos.
Las tecnologías para el voto electrónico pueden incluir tarjetas perforadas, sistemas de votación mediante escáneres ópticos y quioscos de votación especializados (incluso sistemas de votación auto contenidos sistemas de votación de Registro o Grabación Electrónica Directa, DRE por sus siglas en inglés). También puede referirse a la transmisión de papeletas y votos por vía telefónica, redes de computación privadas o por Internet.
Las tecnologías del voto electrónico pueden acelerar el conteo de los votos y proveer una mejor accesibilidad para los votantes con algún tipo de discapacidad. Aunque para los años 2000 no se ha prohibido en Latinoamérica, sin embargo, ha sido calificado como anticonstitucional en algunos países (como Alemania) con el argumento de "no permitir la fiscalización del proceso" por personas sin conocimientos altamente especializados.
No existe forma de asegurar de forma perfecta los tres atributos fundamentales que debe cumplir un sistema de votación, la integridad de la elección, el secreto del sufragio y la auditabilidad que garantice legitimidad al proceso (Hosp & Vora, 2008) tampoco existe un modelo formal (conocido en la jerga como Model checking) que garantice la seguridad de un sistema electrónico de votación. Los modelos formales son un requisito[cita requerida] básico para mostrar que un sistema no tiene fallas triviales.

## Tipos de voto electrónico
Aunque es frecuente referirse al voto electrónico, sin matizar, como una de las variantes de voto electoral, lo cierto es que existen otras variantes con requisitos diferentes.
Por tanto, el voto electrónico puede ser:
- Voto electrónico electoral.
- Voto electrónico societario.

### Requisitos del voto electoral
- Una persona, un voto. No se aplica ponderación al voto, aunque pueden aplicarse reglas en la distribución de votos por candidaturas que dan lugar a electos. Entre ellas está la denominada "Ley d'Hondt".
- Voto anónimo. No debe ser posible trazar la persona que ha depositado el voto a partir del propio voto.
- Control de votantes para detectar que han votado y que no puedan hacerlo más de una vez.

### Requisitos del voto societario
- Cada voto puede ponderarse según el porcentaje de participación del votante o su representado en la institución en la que se vota. Estatutariamente pueden limitarse los máximos derechos de voto.
- Voto no anónimo. Debe ser posible conocer el sentido de voto, especialmente de los votantes mayoritarios. Excepcionalmente algunos aspectos votados deben garantizar voto anónimo (típicamente la aprobación de retribuciones de los consejeros, para que no pueda derivarse una animadversión de los consejeros hacia, por ejemplo, un accionista que no votó a favor).
- Control de votantes para detectar que, en caso de que hayan votado, pero se esté a tiempo de cambiar el sentido de voto, puedan hacerlo.

## Descripción
Los sistemas de votación electrónica para electorados han estado en uso desde la década de 1960, cuando empezaron a usarse las tarjetas perforadas. Los más recientes sistemas de escaneo óptico de votos permiten que un ordenador compute marcas hechas por los votantes en papeletas. En Brasil los votantes usan en todas las elecciones máquinas de votar DRE que recogen y cuentan los votos en una sola máquina, como también sucede en gran escala en la India, Venezuela y ciertas regiones de los Estados Unidos.
También hay sistemas híbridos que incluyen aparatos electrónicos de marcado de papeletas (normalmente sistemas de digitación sobre la pantalla similares a un DRE) u otras tecnologías de asistencia para imprimir una papeleta de papel verificable por el votante y el uso posterior de una máquina distinta para la tabulación electrónica.
Asimismo, algunos países han implementado la votación por Internet, que es una modalidad del voto a distancia. El voto por Internet ha cobrado popularidad y ha sido usado para elecciones municipales en Canadá y elecciones partidarias primarias en los Estados Unidos y Francia.

### Sistema de voto electrónico en papel
Suele designarse como "máquina de votar". Es un sistema electoral basado en papel, originado como método en el cual los votos emitidos se cuentan manualmente. Con el advenimiento de sistemas de conteo de votos mediante escaneo óptico y electromecánico o tabulación electrónica; aparecieron sistemas en los cuales se podían marcar a mano tarjetas o láminas de papel, que eran contadas electrónicamente. Estos sistemas incluían votación mediante máquina de votar o tarjetas perforadas, sistemas de votación de escaneo óptico, sistemas de marcado y escaneo óptico y más tarde sistemas de votación con lápiz óptico.
Recientemente, estos sistemas pueden incluir un Marcador Electrónico de Papeletas (EBM, por sus siglas en inglés) que permite a los votantes seleccionar usando una máquina de votar con el dispositivo para ingresar selección, normalmente una pantalla sensible para digitación similar a un DRE. Los sistemas que incluyen un aparato para marcar la papeleta pueden incorporar diferentes formas de asistencia.

### Sistema de Boleta Única Electrónica (en Argentina)
El sistema de Boleta Única Electrónica, o sistema "vot.ar" es un sistema que se utiliza en la Provincia de Salta, en Argentina, desde 2009, y fue implementado por la Ciudad autónoma de Buenos Aires en las elecciones a Jefe de Gobierno llevadas a cabo el día 5 de julio de 2015.
El sistema fue diseñado por privados y ONGs en conjunto con el Tribunal Electoral de Salta, y se ha utilizado ya en ocho elecciones en dicha provincia, demostrando ciertos beneficios en comparación al sistema tradicional, aunque también algunas carencias, como por ejemplo, dar la capacidad de vulnerar el secreto del voto a distancia.
A través de este sistema se emite un voto de forma electrónica y con un respaldo físico (en papel). La autoridad de mesa entrega una boleta al votante, la cual está en blanco y tiene un chip sin información.[cita requerida] El votante inserta la boleta en una computadora que presenta las listas de candidatos. El votante selecciona su voto y el mismo se imprime en la boleta y se guarda en el chip. El votante puede verificar que su voto se haya guardado correctamente con un lector de chip que presenta la máquina y viendo la impresión.
El primer conteo, es un conteo provisional, que se realiza con la información guardada en los chips. El segundo conteo es un conteo definitivo, en el que se cuenta lo impreso en las papeletas para verificar que coincida con lo electrónico.[cita requerida]
Las computadoras tienen un sistema de memoria no volátil (no autorizado por la reglamentación que regula la BUE en la Ciudad Autónoma de Buenos Aires), por lo que no permite que se guarde información adicional a las listas.
Se ha criticado, en la última elección en la Provincia de Salta, el hecho de que se rompieron varias de las computadoras, y las mismas fueron reemplazadas en pleno acto eleccionario.
También, se ha criticado la falta de capacitación de la población para utilizar este sistema, especialmente en la Ciudad de Buenos Aires, donde nunca había sido utilizada anteriormente. Una semana antes de las generales, se detectó una filtración de los certificados SSL de los terminales que envían los datos de escrutinio al centro de cómputos y deficiencia en los servidores que dependen en la empresa Magic Software Argentina, contratada por el gobierno porteño. Un día antes de las elecciones efectivos de la Policía Metropolitana allanaron la casa de Joaquín Sorianello, el técnico informático que había detectado y denunciado públicamente las múltiples fallas en el sistema de carga de datos de voto electrónico, lo que consideró como "un apriete". Finalmente la justicia dio la razón a Sorianello y fue sobreseído por el fallo del juez donde se especificó que las acciones del técnico fueron de contribución hacia la seguridad del sistema por medio de hacking ético. También fueron descubiertas otras irregularidades denunciadas entre otros por la fundación Vía Libre. En la comuna 14, que abarca el barrio de Palermo hubo más votos que electores, en la comuna catorce hay una diferencia de varios cientos de votos y personas. Beatriz Busaniche, de Fundación Vía Libre, aseguró que “fallaron todos los resguardos institucionales” en la implementación, denunciándose sospechas de fraude generalizado. Se denunció que Rodríguez Larreta no tenía información a las 9 de la noche, cuando se proclamó ganador de los comicios, ya que hubo más de 500 mesas que no se cargaron hasta la madrugada. En la Comuna 13 se detectó que había 30 mil votos sobrantes. Después se explicó que cuando cargaron los datos se equivocaron con los totales de los electores, se denunció que había 20 puntos entre el primer candidato y el otro, y luego un punto de diferencia.
Delia Ferreira (Presidenta de Transparencia Internacional) afirmó que el cambio de nombre de sistema, comienzos de 2008 "Voto Electrónico" a "Boleta Única Electrónica" en 2014, se debió principalmente para evitar una votación en la Legislatura de la Ciudad de Buenos Aires, ya que cambiando la terminología el gobierno pudo instalar el sistema evitando controles estatales adicionales.
Además de las críticas sobre la transparencia o seguridad de los expertos en los días de elecciones donde se utilizaría este método, también se ha confirmado que los resultados del escrutinio provisorio tuvieron una velocidad similar a las elecciones con los sistemas tradicionales, por lo que el sistema no mejoró la eficiencia y rapidez. Esto debido a que la transmisión de datos y el escrutinio pertenecen a un procedimiento separado del acto de la emisión del voto.

### Sistemas de voto electrónico de registro directo (ERD)
Las máquinas de votar electrónicas de registro directo (ERD; en inglés: direct-recording electronic voting machine o DRE) graban los votos por medio de una papeleta de votación en forma de pantalla provista de componentes mecánicos o eléctrico-ópticos que pueden ser activados por el votante (típicamente botones o pantalla de digitación); procesan los datos mediante programas de computación; y registran los datos de la votación y las imágenes de las papeleta en memorias de computación o componentes de memoria.
Luego de la elección producen una tabulación de los datos de la votación almacenados en un componente removible y una copia impresa. El sistema también puede proveer un medio para transmitir los votos o papeleta individuales o los totales de votos a una localización central para consolidar e informar los resultados desde las oficinas de la localización central. Estos sistemas usan un método de cómputo que cuenta las papeleta en el lugar de la votación. Típicamente, las papeleta se cuentan a medida que se van emitiendo y los resultados se imprimen luego del cierre de la votación.
En 2002, en los Estados Unidos, la "Ley de Ayude a América a Votar" estableció que los lugares de votación debían proveer un sistema de votación accesible a las personas con discapacidad, lo que en la mayoría de la jurisdicciones se ha implementado con el uso de máquinas de votar electrónicas DRE y algunas de ellas han adoptado este sistema para todos. En 2004, el 28.9 % de los votantes registrados en los Estados Unidos usaron algún tipo de sistema de votación electrónica de registro directo, 7.7 % más que en 1996.
En Venezuela desde el año 2005, se ha implementado exitosamente este tipo de sistemas, con la característica particular, que está acompañado de un esquema de auditorías tanto políticas como ciudadanas, con las cuales se audita desde el software de votación en las máquinas y en el sistema de totalización, así como los resultados en las mesas de votación y finalmente en el repliegue de todas las cajas que contienen los votos, asimismo los ciudadanos realizan auditorías in situ el día de la elección donde se selecciona el 48 % de las máquinas del centro de votación y se cuentan los votos manualmente dejando constancia en actas de los hallazgos, hasta la fecha no se han registrado inconsistencias entre los datos auditados y los datos transmitidos al centro de totalización a través de la red de datos, que puedan ser atribuidas al sistema de votación, finalmente los partidos políticos certifican la auditoría ciudadana una vez que son replegadas las cajas contenedoras de los votos revisando todas las actas contra el contenido de las caja auditadas

### Sistema de votación DRE de red pública
Los sistemas de votación DRE de red pública usan papeletas electrónicas y transmiten los datos de la votación desde el lugar de la votación a otro lugar a través de una red pública. Los datos de la votación pueden ser transmitidos como papeletas individuales tal como han sido emitidos, periódicamente como paquetes de datos a lo largo del día de la elección, o como un paquete al final de la elección. Esto incluye tanto el voto por la Internet como por vía telefónica.
Los sistemas de votación DRE de red pública pueden utilizar tanto el conteo en el lugar de emisión del voto como en la oficina central. El método de conteo en la oficina central tabula en una localización central los votos emitidos en múltiples lugares de votación.

### Sistema de votación por Internet
El modo de voto por Internet puede usar lugares remotos (desde cualquier computadora habilitada) o puede usar los tradicionales con casillas computarizadas conectadas a Internet.
Algunas organizaciones usan Internet para elegir ejecutivos o miembros de directivos así como para otros tipos de elecciones. La votación trans Internet ha sido utilizada privadamente en algunas naciones y públicamente en los Estados Unidos, el Reino Unido (UK), Irlanda, Suiza y Estonia. En Suiza, donde ya es una parte establecida de los referenda locales, los votantes son provistos de contraseñas, a través del servicio postal, para acceder a la papeleta.
La mayoría de los votantes en Estonia pueden emitir sus votos en elecciones locales y parlamentarias, si desean hacerlo, a través de Internet, por cuanto la mayoría de los inscriptos en los padrones tienen acceso a un sistema de voto electrónico; este es el desarrollo más opulento en países de la Unión Europea. Se hizo posible porque la mayoría de los estonios tienen un documento de identidad electrónico. Los votantes solo necesitan una computadora, un lector electrónico de tarjetas, su tarjeta de identidad y su clave, y así votar desde cualquier rincón del mundo. Los votos electrónicos estonios solo pueden emitirse durante los días de votación anticipados. El día mismo de la elección la gente debe dirigirse a los puestos de votación y llenar una papeleta de papel.

## Análisis del voto electrónico
Los sistemas de voto electrónico pueden ofrecer ventajas comparativas con relación a otras técnicas de votación. Un sistema de votación electrónico puede estar involucrado en un número de pasos en la instrumentación, distribución, emisión del voto, recolección y recuento de las papeletas, pudiendo de ese modo introducir o no ventajas en cualquiera de esos pasos. También existen desventajas potenciales, incluyendo la posibilidad de fallas o debilidades en cualquier componente electrónico.
Charles Stewart, del Instituto Tecnológico de Massachusetts, estima que en 2004 se contaron 1 millón de votos más que en el 2000 porque las máquinas de votar electrónicas detectaron votos que las máquinas basadas en papel no habrían detectado.
En mayo de 2004 la Oficina de Responsabilidad Gubernamental de los Estados Unidos emitió un informe titulado "El voto electrónico Ofrece Oportunidades y Presenta Desafíos", analizando tanto los beneficios como las preocupaciones creados por el voto electrónico. Un segundo informe fue emitido en septiembre de 2005 detallando algunas de las preocupaciones respecto del voto electrónico y mejoras alcanzadas, titulado" Están en Marcha Esfuerzos Federales para Mejorar la Seguridad y Confiabilidad de los Sistemas de voto Electrónico, pero se Necesita Completar Actividades Claves".
Se ha demostrado que a medida que los sistemas de votación se hacen más complejos e incluyen software, se hacen posibles diversos métodos de fraude electoral, incluida la adulteración física de las máquinas de votar. Otros también ponen en cuestión el uso del voto electrónico desde un punto de vista teórico, sosteniendo que los seres humanos no están equipados para verificar operaciones que suceden en el funcionamiento de una máquina electrónica y que a causa de que la gente no puede verificar estas operaciones, no se puede confiar en las mismas.[cita requerida]
Más aún, algunos expertos en computación han sostenido la noción más amplia de que las personas no pueden confiar en ningún programa que no haya sido hecho por ellas mismas.
Críticos del voto electrónico, incluido el analista de seguridad Bruce Schneier, señalan que "los expertos en seguridad en informática son unánimes respecto de lo que hay que hacer (algunos expertos en votaciones no están de acuerdo, pero es a los expertos en seguridad informática a quienes es necesario escuchar; los problemas aquí están en la computadora, no en el hecho de que la computadora está siendo usada en una aplicación sobre elecciones). Las máquinas DRE deben tener un registro en papel verificable por el escrutinio de los votantes... El software usado en las máquinas DRE debe estar abierto al escrutinio público" para asegurar la precisión del sistema de votación. Las papeletas verificables son necesarias porque las computadoras pueden fallar y fallan y porque las máquinas de votar pueden ser adulteradas.

### Papeletas electrónicas
Los sistemas de votación electrónica pueden usar papeletas electrónicas para almacenar votos en memorias de computación. Los sistemas que las usan con exclusividad son llamados sistemas de votación DRE. Cuando se usan papeletas electrónicas no se corre el riesgo de que se agote el suministro de papeletas. Adicionalmente, estas papeletas electrónicas hacen innecesario imprimir papeletas de papel, que tiene un costo significativo. Cuando se administran elecciones en las cuales las papeletas se ofrecen en múltiples idiomas (en algunas áreas de los Estados Unidos, las elecciones públicas deben contemplar esto según la Ley de Derechos Electorales Nacional de 1965), las papeletas electrónicas se pueden programar para proveer papeletas en múltiples idiomas para una sola máquina. La ventaja con relación a papeletas en lenguajes diferentes luce como única del voto electrónico. Por ejemplo, la situación demográfica del condado de King, Washington, les requiere bajo la ley de elecciones federales de los Estados Unidos proveer acceso a papeletas en idioma chino. Con cualquier tipo de papeleta de papel, el condado tiene que decidir cuántas papeletas imprimir en idioma chino, cuántas tener disponibles para cada lugar de votación, etc.
Cualquier estrategia que pueda asegurar que las papeletas en idioma chino estarán disponibles en todos los lugares de votación resultará, por lo menos, en un número significativo de papeletas desperdiciadas. (La situación respecto a máquinas a palanca sería aún peor que con el papel: la única manera aparentemente posible para cumplir con el requisito sería colocar una máquina de palancas en lengua china en cada lugar de votación, pocas de las cuales serían usadas en absoluto).
Los críticos argumentan que la necesidad de papeletas adicionales en cualquier idioma puede ser mitigada proveyendo un procedimiento para imprimir papeletas en los lugares de votación. Argumentan además que el costo de la validación del software, validación de la confiabilidad de los compiladores, validación de las instalaciones, validación de la entrega de datos y validación de otros pasos relacionados con la votación electrónica es complejo y caro, por lo tanto no hay garantía de que sea menos costoso que las papeletas impresas.
Las máquinas de votar electrónicas pueden hacerse completamente accesibles a personas con discapacidades.
Las máquinas de tarjetas perforadas y las de escaneo óptico no son completamente accesibles para los ciegos o discapacitados visuales y las máquinas de palancas pueden ser dificultosas para votantes con movilidad y fortaleza limitadas. Las máquinas electrónicas pueden usar auriculares, sorbedores y sopladores, pedales, manivelas y otros artificios de tecnología adaptativa para proveer la accesibilidad necesaria.
Algunas organizaciones, como la Verified Voting Foundation han criticado la accesibilidad de las máquinas de voto electrónico y proponen alternativas. Algunos votantes discapacitados (incluyendo los discapacitados visuales) podrían usar una papeleta táctil, sistema de papeletas que usa marcadores físicos para indicar a dónde se debería hacer una marca, para votar con una papeleta de papel secreta. Estas papeletas pueden estar diseñadas idénticamente a aquellas usadas por otros votantes. Sin embargo, otros votantes discapacitados (incluyendo votantes con discapacidades de destreza) podrían no ser hábiles para usar estas papeletas.

### Verificación criptográfica
Los sistemas de voto electrónico pueden ofrecer soluciones que permiten a los votantes verificar si sus votos han sido registrados y contados con cálculos matemáticos. Estos sistemas pueden aliviar preocupaciones respecto de votos registrados incorrectamente.
Una forma de mitigar esas preocupaciones podría ser permitir a los votantes verificar cómo han votado, con algún tipo de recibo electrónico, firmado por la autoridad electoral mediante una firma digital. Esta característica podría probar en forma concluyente la exactitud del conteo, pero cualquier sistema de verificación que no pueda garantizar la anonimidad de la elección del votante puede producir intimidación en el votante o permitir la venta del voto.
Algunas soluciones criptográficas se dirigen a permitir al votante verificar su voto personalmente, pero no a un tercero. Una de las maneras sería proveer al votante de un recibo firmado digitalmente de su voto así como también de recibos de otros votos seleccionados al azar. Esto permitiría que sólo el votante identifique su voto, pero no le permitiría probar su voto a nadie más. Además, cada voto podría estar señalado con una identificación de sesión generada al azar, lo que permitiría al votante verificar que el voto fue registrado correctamente en un control de auditoría público de la papeleta.

### Dolo del votante
Las máquinas de voto electrónico pueden proveer realimentación inmediata al votante que detecta problemas posibles tales como votar por defecto o votar por exceso, que pueden resultar en la anulación del voto. Esta realimentación inmediata puede ser de ayuda para determinar exitosamente el dolo del votante.

### Transparencia
Grupos tales como el Open Rights Group del Reino Unido (UK) han alegado que la falta de ensayos, procedimientos de auditoría inadecuados e insuficiente atención dados al sistema o diseño del proceso de la votación electrónica produce "elecciones abiertas al error y al fraude electoral".
Por su parte, en un fallo emitido el 3 de marzo de 2009, la Corte Constitucional de Alemania se amparó en la cuestión de la transparencia para declarar inconstitucional y prohibir el uso de las máquinas de votación electrónicas que no registran los votos en una forma adicional a la electrónica. Como lo explica un artículo del Instituto Democrático Nacional, la Corte alemana establece que 'La legislatura no está impedida de usar máquinas de votación electrónica en elecciones si la posibilidad de un examen confiable de la corrección, que está constitucionalmente indicada, es protegida. Un examen complementario por el votante, por los cuerpos electorales o el público en general es posible por ejemplo con máquina de votación electrónica en las que los votos son registrados en otra forma además del registro electrónico'.
El fallo no llega a considerar inválidas las elecciones del 18 de septiembre de 2005 por no haberse acreditado un fraude electoral,[cita requerida] indica que elecciones hechas con sistemas que no registran los votos de formas adicionales a la electrónica son inconstitucionales. La Corte Alemana establece en sus axiomas que "1. El principio de la publicidad de la elección del artículo 38 en relación con el art. 20 párrafo 1 y párrafo 2 ordena que todos los pasos esenciales de la elección están sujetos al control público, en la medida en que otros intereses constitucionales no justifiquen una excepción. 2. En la utilización de aparatos electorales electrónicos, el ciudadano debe poder controlar los pasos esenciales del acto electoral y la determinación del resultado de manera fiable y sin conocimientos técnicos especiales".
En 2011 e las elecciones para alcalde en la ciudad argentina de Neuquén fueron fuertemente cuestionadas, y se denunció que el intendente Horacio Quiroga contrató de manera “oscura, discrecional y arbitraria” a la empresa encargada de implementar el voto electrónico en la ciudad para favorecer el resultado de las elecciones a intendente.

### Auditorías y cintas de auditoría
Un desafío fundamental para cualquier máquina de votación es asegurar que los votos fueron registrados como fueron emitidos y escrutados como fueron registrados. Las máquinas de votar y los sistemas de votación de papeletas no documentales pueden tener una carga de prueba aún más pesada. Esto se soluciona a menudo mediante un sistema de auditoría independiente, a veces denominado Verificación Independiente, que también se puede usar para recuentos o auditorías. Estos sistemas pueden incluir la posibilidad de que los votantes verifiquen cómo han sido emitidos sus votos o más adelante, verificar cómo han sido recontados.
Investigadores del Instituto Nacional de Estándares y Tecnología (NIST, por sus siglas en inglés) han argumentado a través de un informe de discusión que "Dicho simplemente, la impotencia de la arquitectura DRE para proveer auditorías independientes de sus registros electrónicos la convierte en una pobre elección para un entorno en el que detectar errores y fraudes es importante". El informe no representa la posición oficial de NIST, y las malas interpretaciones del informe ha llevado a NIST a explicar que "Algunas afirmaciones del informe han sido mal interpretadas. El informe preliminar incluye afirmaciones de funcionarios electorales, vendedores de sistemas de votación, científicos de informática y otros expertos de la disciplina acerca de lo que es potencialmente posible en términos de ataques contra los DREs. Sin embargo, estas afirmaciones no son conclusiones del informe".
Se pueden usar muchas tecnologías para asegurar a los votantes que su voto fue emitido correctamente, detectar el fraude o el mal funcionamiento posibles, y proveer medios de auditar la máquina original. Algunos sistemas incluyen tecnologías tales como la criptografía (visual o matemática), el papel, (conservado por el votante o sólo verificado), verificación auditiva y registros dobles o sistemas testimoniales (distintos del papel).[cita requerida]
La Dra. Rebecca Mercuri, creadora del concepto de Comprobante de Auditoría de Papel Verificado por el Votante (VVPAT, por su sigla en inglés) (como se describe en su disertación de Tesis Doctoral en octubre de 2000 sobre el sistema de papeleta básica verificable por el votante) propone responder la pregunta sobre la auditabilidad haciendo que la máquina de votar imprima una papeleta de papel u otro facsímil de papel que pueda ser verificado visualmente por el votante antes de que este ingrese a una localización segura. En consecuencia, a esto a veces se le llama el "Método Mercuri". Para ser verdaderamente verificado por el votante, el registro mismo debe ser verificado por el votante y estar en condiciones de serlo sin asistencia, ya sea en forma visual o sonora. Si el votante debe usar un escáner de código de barras u otro aparato electrónico para verificar, entonces el registro no es verdaderamente verificable por el votante, dado que es en realidad el aparato electrónico el que está verificando el registro para el votante. El VVPAT es el Formulario de Verificación usado más comúnmente en las elecciones en los Estados Unidos.[cita requerida]
Los sistemas de votación auditables "de punta a cabo" pueden proveer a los votantes con un recibo que ellos se pueden llevar a su casa. Este recibo no les permite probar a otro cómo han votado, pero sí les permite verificar que su voto está incluido en el registro, que todos los votos fueron emitidos por votantes válidos y que los resultados son escrutados correctamente. Los sistemas "de punta a cabo" (E2E, por su sigla en inglés) incluyen Punchscan y Threeballot. Estos sistemas todavía no han sido usados en las elecciones de Estados Unidos.
Los sistemas que permiten al votante probar cómo han votado nunca se usan en las elecciones públicas de los Estados Unidos y han sido declarados ilegales por la mayoría de las constituciones estatales. Las principales preocupaciones con esta solución son la intimidación a los votantes y la venta del voto.
Se puede usar un sistema de auditoría en recuentos medidos al azar para detectar posibles fraudes o mal funcionamiento. Con el método VVPAT, la papeleta de papel es tratada a menudo como la papeleta oficial de registro. En este escenario, la papeleta es primaria y los registros electrónicos se usan solamente para un recuento inicial. En cualquier recuento o disputa subsiguientes, el papel, no el voto electrónico, se usaría para el escrutinio. En cualquier caso en que el registro en papel sirve como papeleta legal, ese sistema estará sujeto a los mismos beneficios y preocupaciones como cualquier sistema de papeleta de papel.
Para auditar exitosamente cualquier máquina de votar, se requiere una estricta cadena de custodia.

### Equipamiento
Un equipamiento inadecuadamente asegurado puede estar sujeto al fraude electoral, a la adulteración física de las máquinas de votar y/o a la adulteración física. Algunos críticos, tales como el grupo "Wij vertrouwen stemcomputers niet" ("No confiamos en las máquinas de votar"), acusan que, por ejemplo, se podría insertar equipo extraño en la máquina, o entre el usuario y el mecanismo central de la máquina misma, usando una técnica de ataque de "hombre en el medio", y de tal modo ni aun el sellado de las máquinas DRE puede ser suficiente protección. Esta postura es disputada por la posición de que los procedimientos de revisión y comprobación pueden detectar código o equipo fraudulentos, si tales cosas están presentes, y que una cadena de custodia verificable podría prevenir la inserción de tal equipo o software.[cita requerida]

### Software
Expertos de seguridad, tales como Bruce Schneier, han reclamado que el código fuente de las máquinas debería estar públicamente disponible para inspección. Otros también han sugerido que se publique el software de las máquinas de votar bajo una licencia de software libre como se hace en Australia.

### Ensayo y certificación
Un método para detectar cualquier error con las máquinas de votar es el de las comprobaciones paralelas, que se llevan a cabo el día de la elección con máquinas elegidas al azar. La Asociación de Maquinaria de Computación (ACM, por su sigla en inglés) publicó un estudio mostrando que, para cambiar el resultado de la elección presidencial estadounidense de 2000, hubiera sido necesario cambiar solo dos votos en cada precinto.

### Otros
Se pueden mitigar las críticas mediante procedimientos de revisión y ensayo para detectar código o equipo fraudulento. Quienes se oponen sugieren sistemas de recuento de votos alternativos, citando las elecciones en Suiza (así como también en otros países), que usan papeletas de papel exclusivamente, sugiriendo que la votación electrónica no es el único método para obtener un rápido escrutinio. Un país con poco más de 7 millones de habitantes, como lo es Suiza, publica un recuento de votos definitivo en cerca de seis horas. En los pueblos, los votos son incluso contados manualmente.
Los críticos también señalan que se hace difícil o imposible verificar la identidad de un votante en forma remota y que la introducción de redes públicas se vuelve más vulnerable y compleja. Todavía no está claro si el costo total de propiedad del voto electrónico es más bajo que el de otros sistemas.

## Ejemplos de voto electrónico
Voto electrónico en lugares de votación o ejemplos de voto electrónico por Internet han tenido lugar en Australia, Bélgica, Brasil, Canadá, Estonia, Francia, Alemania, India, Irlanda, Italia, Países Bajos, Noruega, Argentina, Rumania, Suiza, Reino Unido y Venezuela.
El Proyecto CiberVoto de la UE (EU CyberVote Project) fue puesto en marcha en septiembre de 2000 por la Comisión Europea, con el objetivo de demostrar "elecciones en línea plenamente verificables que garantizan la privacidad absoluta de los votos y el uso de terminales fijos y móviles de Internet". Los ensayos se llevaron a cabo en Suecia, Francia y Alemania.

## Problemas documentados
- Varios problemas con los sistemas de votación en Florida a partir de la elección presidencial de los Estados Unidos en 2000.[43] se desató la controversia en quien había ganado los 25 votos electorales de Florida (y, por tanto, la Presidencia), el proceso de recuento en ese estado
- Fairfax County, Virginia, 4 de noviembre de 2003. Las máquinas salieron del sistema, saturaron los módems en los sistemas de votación cuando 953 máquinas de votar llamaron simultáneamente para informar resultados, produciendo un incidente de denegación de servicio en la elección. El 50 % de los precintos no pudieron informar resultados hasta el día siguiente. También, algunos votantes se quejaron de que cuando indicaban que querían votar por determinado candidato, el indicador correspondiente a ese candidato se borraba poco después. Si no se hubieran dado cuenta, su voto por ese candidato no hubiera sido registrado; un número no conocido de votantes fueron afectados por esto.[44]
- El sistema de votación Premier Election Solutions (antes Diebold Election Systems) TSx descalificó a muchos votantes en los condados de Alameda y San Diego durante la elección presidencial primaria del 2 de marzo de 2004, a causa de tarjetas de votación cuyos códigos no funcionaban.[45] El 30 de abril el secretario de estado Kevin Shelley retiró la certificación de todas las máquinas de votación de pantallas de contacto y recomendó la incriminación penal de Diebold Election Systems.[46] El fiscal general de California decidió en contra de la incriminación penal, pero a continuación se sumó una demanda legal contra Diebold por reclamos fraudulentos hechos a oficiales de la elección. Diebold arregló esa demanda legal pagando $2.6 millones.[47] El 17 de febrero de 2006 el Secretario de Estado de California Bruce McPherson luego certificó nuevamente a la máquina de Diebold Election Systems DRE y al Sistema de Votación por Escaneo Óptico.[48]
- En el condado de Napa, California, el 2 de marzo de 2004, un escáner de sensor de marcas mal calibrado no registró 6692 votos de papeletas a distancia.
- Luego de la elección presidencial de los Estados Unidos de 2004 hubo alegaciones de irregularidades en los datos y fallas sistemáticas que podrían haber afectado el resultado tanto de las elecciones presidenciales como locales. Ver: Voting machine problems in the 2004 United States presidential election
- El 30 de octubre de 2006 el ministro Holandés del Interior retiró la licencia de 1187 máquinas de votar del fabricante, cerca del 10 % del número total a ser usado, porque el Servicio de inteligencia Holandés demostró que se podía "escuchar" los votos desde una distancia de hasta 40 m usando el dispositivo Van Eck phreaking. Las elecciones Nacionales debían realizarse 24 días después de esta decisión. La decisión fue forzada por una organización de base Holandesa llamada wijvertrouwenstemcomputersniet que se traduce como "no confiamos en las computadoras de votación".[49]
- Problemas en las elecciones generales de Estados Unidos de 2006:
  - Durante las primeras horas de la elección en Miami, Hollywood y Fort Lauderdale, Florida, en octubre de 2006 tres votos que intentaban ser registrados para candidatos demócratas fueron mostrados como hechos para los Republicanos. Los oficiales de la elección lo atribuyeron a errores de calibración en el procedimiento táctil de la pantalla del sistema de votación.[50]
  - En Pensilvania, un error de programación de computadoras forzó a algunos a emitir papeletas de votación de papel. En Indiana, 175 precintos también acudieron al papel. Los condados en esos estados también extendieron los horarios de votación para resolver las demoras.[51]
  - Un archivo de cerca de 1000 informes de incidentes de primera y segunda mano hechos a una línea roja no partidaria que operaba el día de las elecciones parciales del 7 de noviembre, así como informes de noticias.[52]
- El 1 de agosto de 2001 se documentaron instancias de tecnología defectuosa y temas de seguridad en el Centro Brennan de la Escuela de Derecho de Nueva York. La Escuela de Derecho de la Universidad de Nueva York emitió un informe con más de 60 ejemplos de fallas de máquinas electrónicas de votación en 26 estados en 2004 y 2006. Los ejemplos incluían papeletas en lengua española que fueron emitidos por votantes, pero no contados en Sacramento en 2004.
- Revisión completa de los sistemas de votación del Secretario de Estado de California:
  - En mayo de 2007, la Secretaria de Estado de California Debra Bowen, comprometió a expertos en seguridad de computadoras incluyendo a la Universidad de California a efectuar evaluaciones del código fuente del sistema de votación y dispuso de "equipos rojos" que operaban escenarios de "peor caso posible" en el Día de la Elección con el fin de identificar puntos vulnerables, adulteraciones o errores. El TTBR también incluyó una revisión completa de la documentación de los fabricantes así como también una revisión de los elementos de accesibilidad y requerimientos de lenguaje alternativos.
  - Los resultados finales de los ensayos fueron emitidos en cuatro resoluciones detalladas del Secretario de Estado el 3 de agosto de 2007 (Para Diebold Election Systems, Hart InterCivic, Sequoia Voting Systems y Elections Systems and Software, Inc.) y actualizados el 25 de octubre de 2007, para los sistemas de votación de Diebold y Sequoia.[53]
  - El 3 de agosto de 2007, Bowen retiró la certificación de máquinas que fueron probadas en su revisión de arriba abajo incluyendo la máquina ES&S InkaVote, que no estuvo incluida en la revisión porque la compañía la sometió a la prueba en forma extemporánea. El informe emitido el 27 de julio de 2007 fue llevado a cabo por el "equipo rojo" de expertos que procuraban detectar los niveles de vulnerabilidad tecnológica. El 2 de agosto de 2007, otro informe fue emitido por un equipo de revisión de código fuente para detectar fallas en el código fuente de los sistemas de votación. Ambos informes encontraron que tres de los sistemas probados quedaron muy atrás de los requerimientos mínimos especificados en los Lineamientos Voluntarios de Sistemas de Votación de 2005 (VVSG, por sus siglas en inglés). Algunos de los sistemas probados fueron recertificados condicionalmente con la imposición de nuevos requerimientos estrictos de seguridad.[54] Las compañías en cuestión tenían plazo hasta las Elecciones Primarias Presidenciales de California de febrero de 2008 para resolver sus problemas de seguridad y asegurar que los resultados de la elección puedan ser auditados minuciosamente.
- El Sistema de Votación Premier Election Solutions, (antes Diebold Election Systems) AccuVote-TSx fue estudiado por un grupo de científicos informáticos de la Universidad de Princeton en 2006. Sus resultados mostraron que al sistema AccuVote-TSx se le podía "instalar software de robo de software en menos de un minuto". Los científicos también dijeron que las máquinas pueden transmitirse virus de computación las unas a las otras "durante el desarrollo normal pre y post elección".[55]
- En diciembre de 2007 en la localidad rionegrina de Las Grutas (Argentina), se implementó el sistema de voto electrónico con cuatro urnas de la Empresa Altec Sociedad del Estado. En ese caso, dos de las urnas implementadas en mesas femeninas impidieron ejercer su derecho al voto al 25 % del padrón de mujeres, mientras que una de las cuatro urnas arrojó como resultado el número de cero votos al finalizar el acto electoral. Tras los numerosos escándalos, los concejales de San Antonio Oeste y Las Grutas pidieron disculpas al electorado y abolieron la ordenanza que habilitaba el uso de urnas electrónicas en el Municipio[56]
- Problemas en Brasil: en noviembre de 2009, el investigador Sergio Freitas da Silva, uno de los 32 especialistas convocados por el Tribunal Superior Electoral de Brasil para probar la seguridad de las urnas electrónicas de ese país, logró romper el secreto del sufragio con técnicas de lectura de radiofrecuencia y equipamiento muy económico. El experimento logró vulnerar el secreto del voto, aunque no apuntó a la manipulación del conteo. El sistema usado fueron las denominadas interferencias de Van Eck.[57][58]
- En las elecciones presidenciales en Ucrania en 2012 un ciberataque masivo que cambió los resultados de las elecciones y otro que impidió el voto en varios colegios electorales.[59]
- En las elecciones a intendente de la ciudad de Buenos Aires la Fundación Vía Libre, aseguró que “fallaron todos los resguardos institucionales” en la implementación, denunciándose sospechas de fraude generalizado. Se denunció que Horacio Rodríguez Larreta no tenía información a las 9 de la noche, cuando se proclamó ganador, ya que hubo más de 500 mesas que no se cargaron hasta la madrugada. En la Comuna 13 se detectó que había 30 mil votos sobrantes. Se denunció que había 20 puntos entre el primer candidato y el otro, y luego un punto de diferencia.[17] previamente al ser presentadas las máquinas para una demostración ante la legislatura estas se tildaron.[60]
- En las elecciones de EE. UU. en 2017, en Tennessee, en el condado de Wilson, todas las máquinas dejaron de funcionar y la votación debió reanudarse más tarde manualmente. En Texas y Carolina del Norte hubo severas fallas con las computadoras utilizadas para controlar el padrón y se tuvo que recurrir a la lista impresa manual. Además, denunciaron problemas varios con los escáneres en los condados de Cleveland, Gates, Cumberland, Wake, Craven y Forsyth.[61] en total hubo fallas en 8 estados.[62] semanas antes la CNN mostró que una persona puede votar 400 veces en una máquina de voto electrónico
- En 2017 a un mes y medio de las elecciones generales, Holanda anunció que utilizará el sistema manual en los comicios del 15 de marzo. El ministro del Interior, Ronald Plasterk, al afirmar que “no puede permitirse nada que arroje sombra sobre los resultados”, el gobierno holandés anunció que el software utilizado para contar y trasmitir los resultados de electorales había quedado desactualizado, lo que lo hacía vulnerable a hackeos.[63] Holanda fue pionera en la implantación del voto electrónico: en 1965 la legislación electoral permitió su uso.
- En 2017 la Agencia Central de Inteligencia (CIA) concluyó que hubo una inferencia ilegal vía ataques cibernéticos en la elección presidencial de 2016, desde Rusia donde presuntamente con un grupo de hackers llamados The Dukes[64] según el diario Washington Post la CIA concluyó que el objetivo específico de Rusia era ayudar a que Donald Trump ganara la presidencia, para ello se infiltraron las bases de datos de registros electorales en Illinois y Arizona.[65] En el caso de Wisconsin, Clinton obtuvo hasta un 7 % menos de apoyos en las máquinas de voto electrónico en comparación con los conteos de papel y escaneo óptico. Los hackers habrían dejado sin 30 000 votos a la candidata demócrata; que perdió ese Estado por 27 000.[66]
- En 2018 en las Elecciones en EE. UU. un grupo de hackers encontró varias fallas en las máquinas de votación electrónica, la máquina de votación utilizada en 23 estados de EE. UU. que tiene un defecto de ciberseguridad con vulnerabilidades que hacen que el M650 puede ser atacado de forma remota.[67]
- Líderes opositores en RDC advierten de posible fraude en las elecciones ante miles de seguidores

Los principales líderes de la oposición en República Democrática del Congo advirtieron que el Gobierno estaba planeando robar las elecciones presidenciales de diciembre, cuando Joseph Kabila debería dejar el cargo tras 17 años en el poder a través de la introducción del voto electrónico y la exclusión por parte de las autoridades de varios candidatos de la papeleta.

## Recomendaciones para mejoras
En diciembre de 2005 la Comisión de Asistencia Electoral de los Estados Unidos (Election Assistance Commission) adoptó unánimemente los Lineamientos Voluntarios de Sistemas de Votación de 2005, que incrementan significativamente los requerimientos de seguridad para los sistemas de votación y amplían el acceso, incluyendo oportunidades para votar en forma privada e independiente, para individuos con discapacidades. Los Lineamientos entraron en vigor en diciembre de 2007 reemplazando los Estándares de Sistemas de Votación de 2002 (VSS, por sus siglas en inglés) desarrollados por la Comisión Federal de Elecciones.
Algunos grupos tales como los Open Voting Consortium sostienen que para restaurar la confianza de los votantes y para reducir el potencial de fraude, todos los sistemas electrónicos de votación deben estar completamente disponibles para el escrutinio público.

### Legislación
En el verano de 2004, el Comité de Asuntos Legislativos de la Asociación de Profesionales de Tecnología Informática emitió una propuesta de nueve puntos para estándares nacionales para elecciones electrónicas. En un artículo adjunto, el presidente del comité, Charles Oriez, describió algunos de los problemas que han surgido a lo largo del país.
Se ha introducido legislación en el Congreso de los Estados Unidos referida al voto electrónico, incluyendo la Ley Nelson-Whitehouse. Esta Ley asignará una suma de mil millones de dólares para financiar el reemplazo por parte de los estados de sistemas con pantallas táctiles en sistemas de votación de escaneo óptico. La legislación también dispone requerir auditorías en el 3 % de los precintos en todas las elecciones federales. También obliga a usar formularios en cintas impresas de auditoría para todas las máquinas electrónicas de votación para el año 2012 con cualquier tipo de tecnología de votación.
Otro proyecto de ley, HR.811 (The Voter Confidence and Increased Accessibility Act of 2007), propuesto por el diputado Rush D. Holt, Jr., un demócrata de Nueva Jersey, significaría una enmienda al Help America Vote Act de 2002 y requeriría que las máquinas electrónicas de votación produzcan cintas impresas de auditoría para cada voto. La versión acompañante de la ley del Senado de los Estados Unidos introducida por el senador Bill Nelson de Florida el 1 de noviembre de 2007, hace necesario que el director del Instituto Nacional de Estándares y Tecnología continúe investigando y proveyendo métodos de votación con papeletas de papel para aquellos con discapacidades, aquellos que no hablan inglés como primera lengua, y quienes no tengan un alto nivel de alfabetización. También requiere a los estados proveer a la oficina federal con informes de auditoría del conteo manual de las papeletas de papel verificadas. Actualmente, esta ley ha sido reenviada al Comité del Senado de los EE. UU. para Normas y Administración. No se ha fijado una fecha para la votación.
Durante 2008 el congresista Holt, a causa de una creciente preocupación respecto de las inseguridades concernientes al uso de la tecnología electrónica de votación, ha presentado leyes adicionales al Congreso relacionadas con el futuro del voto electrónico. Una de ellas, llamada "Emergency Assistance for Secure Elections Act of 2008" (HR5036), establece que la Administración de Servicios Generales deberá reintegrar a los estados los costos extras por proveer de papeletas de papel a los ciudadanos, y los costos necesarios para contratar gente que las cuente. Esta ley fue introducida a la Cámara de Representantes el 17 de enero de 2008. Esta ley estima que se darán u$s 500 millones para reconvertir a papeletas de papel; u$s 100 millones para pagar a los auditores de la votación y u$s 30 millones para pagar a los que hagan el conteo manual. Esta ley provee al público con la opción de votar manualmente si no confían en las máquinas electrónicas de votar. Todavía no se ha fijado una fecha para votar esta ley.

## Cultura popular
En la película de 2006 El hombre del año, protagonizada por Robin Williams, el personaje interpretado por Williams —un periodista cómico de entrevistas políticas al estilo de Jon Stewart— gana la elección para Presidente de los Estados Unidos cuando un error de software en las máquinas electrónicas de votar fabricadas por el industrial de ficción Delacroix causa que los votos sean contados incorrectamente.
En Runoff, una novela de 2007 por Mark Coggins, la aparición sorpresiva del candidato del Partido Verde de los EE. UU. en una elección para Intendente de San Francisco obliga a un balotaje entre él y el fuertemente favorecido candidato oficialista —un argumento que se parece mucho a los resultados reales de la elección de 2003—. Cuando el detective protagonista del libro investiga impulsado por una poderosa empresaria del Barrio Chino, determina que el resultado fue alterado por alguien que violó la seguridad del sistema de voto electrónico de la ciudad, recientemente instalado.